# Maryna Pryščepová
Maryna Pryščepa (ukrajinsky Марина Прищепа), (* 28. července 1983 Kyjev, Sovětský svaz) je reprezentantka Ukrajiny v judu, sambu a sumu.

## Sportovní kariéra
Patří za nejúspěšnější ukrajinskou judistku a nejen to je šestinásobnou mistryní světa v sambu a v posledních letech se účastní i soutěží v sumu. Důvodem tohoto střídaní zápasnických stylů je pro Ukrajince především potřeba zajištění finančních prostředků (sponzorů). Financování nemládežnického sportu je na Ukrajině komplikované.
V roce 2004 jí účast na olympijských hrách v Athénách utekla o několik bodů, ale v dalších letech potvrzovala příslušnost ke světové špičce.
V roce 2007 zajistila 5. místem na mistrovství světa účastnické místo pro Ukrajinu na olympijských hrách v Pekingu ve střední váze. Sama však v této váze v Pekingu nestartovala. V olympijském roce 2008 se totiž netypicky rozhodla změnit váhovou kategorii. V posledních letech sice zápasila s váhou a složitě hubla pod 70 kg, ale s velkou pravděpodobností se pro tento krok rozhodla aby mohla v Pekingu startovat její krajanka Smalová. Smalová totiž výkonnost pro kvalifikaci neměla. Výsledkem toho bylo, že vypadla v prvním kole po vyrovnaném souboji s Němkou Wollertovou.
V roce 2012 si bez větších problémů zajistila účast na olympijských hrách v Londýně, ale opět doplatila na náročný los. Audrey Tcheuméo z Francie byla v prvním kole nad její síly.

## Výsledky
| Turnaj             | 2000         | 2001         | 2002         | 2003         | 2004         | 2005         | 2006         | 2007         | 2008           | 2009           | 2010           | 2011           | 2012           | 2013           |
| Turnaj             | 17           | 18           | 19           | 20           | 21           | 22           | 23           | 24           | 25             | 26             | 27             | 28             | 29             | 30             |
| Turnaj             | střední váha | střední váha | střední váha | střední váha | střední váha | střední váha | střední váha | střední váha | polotěžká váha | polotěžká váha | polotěžká váha | polotěžká váha | polotěžká váha | polotěžká váha |
| ------------------ | ------------ | ------------ | ------------ | ------------ | ------------ | ------------ | ------------ | ------------ | -------------- | -------------- | -------------- | -------------- | -------------- | -------------- |
| Olympijské hry     | —            |              |              |              | —            |              |              |              | úč.            |                |                |                | úč.            |                |
| Mistrovství světa  |              | —            |              | úč.          |              | 5.           |              | 5.           |                | 2.             | 5.             | úč.            |                | —              |
| Mistrovství Evropy | —            | —            | —            | úč.          | 5.           | 7.           | 3.           | 3.           | úč.            | 2.             | 3.             | 7.             | 3.             | úč             |
| ME do 23 let       |              |              |              | —            | 1.           | 2.           |              |              |                |                |                |                |                |                |
| MS juniorů         | —            |              | 2.           |              |              |              |              |              |                |                |                |                |                |                |
| ME juniorů         | 3.           | 2.           | 3.           |              |              |              |              |              |                |                |                |                |                |                |